# Сенат Фиджи
Сенат Фиджи (англ. Senate of Fiji) — верхняя палата Парламента Фиджи. Он прекратил свою деятельность согласно Конституции Фиджи 2013 года после серии военных переворотов. Это была менее сильная из двух палат; она не могла инициировать разработку законодательства, но могла изменить или наложить вето на законопроект. Полномочия Сената в отношении финансового бюджета были более ограниченными: он мог наложить на них вето в полном объеме, но не мог вносить в них поправки. Палата представителей может отменить вето Сената, приняв законопроект во второй раз на парламентской сессии, сразу же после той, на которой он был отклонен Сенатом, после минимального периода в шесть месяцев. Поправки к Конституции были исключены: вето Сената было абсолютным. После принятия законопроекта Палатой представителей у Сената был 21 день (7 дней в случае законопроекта, классифицированного как «срочный»), чтобы одобрить, изменить или отклонить его; если по истечении этого срока Сенат ничего не предпринял, считается, что он принял законопроект.

## Состав Сената
Сенат состоял из 32 членов. Формально назначались президентом на пятилетний срок, совпадающий со сроком полномочий Палаты представителей. Однако в соответствии с конституцией президент должен был принять кандидатов от указанных партий. 14 сенаторов были выбраны Бозе Леву Вакатурагой (Большим советом вождей), хотя на практике он решил делегировать эту прерогативу 14 провинциальным советам Фиджи, каждый из которых выбирал одного сенатора. Еще 9 сенаторов были выбраны премьер-министром, а 8 — лидером оппозиции. Один оставшийся сенатор выбирался Советом Ротумы.
Из числа своих собственных членов сенаторы избирали президента и вице-президента, чьи должности были аналогичны тем, которые выполнялись соответственно спикером и заместителем спикера палаты представителей. По состоянию на сентябрь 2006 года президентом Сената был Рату Киниджоджи Майвалили; вице-президентом был Хафиз Хан. Они были выбраны в июне 2006 года вместо Таито Вакавакатоги и Кеннета Лоу, оба из которых вышли из Сената.
Присутствие почти большинства фиджийских чиновников в Сенате дало им эффективное право вето на спорное социальное законодательство, а также поправки к конституции, при условии, что они проголосовали как фракция, так как они почти наверняка присоединятся к ней, так как достаточно другим сенаторам набрать большинство голосов. Кроме того, любые изменения в положениях конституции, гарантирующих право собственности коренным фиджийцам и контроль над большей частью земли, должны были быть одобрены 9 из 14 сенаторов, выбранных Великим советом вождей, а также большинством в Сенате.
Сенаторы, как и их коллеги-парламентарии из Палаты представителей, могут быть назначены в Кабинет — исполнительный орган правительства.

## История Сената
Сенат Фиджи возник в 1972 году, когда старый однопалатный Законодательный совет был заменен двухпалатным парламентом. Сенат был реструктурирован дважды после вступления в силу первоначальных конституционных поправок.
С 1972 по 1987 год Сенат состоял из 22 членов. Назначенные генерал-губернатором по представлению Большого совета вождей (8), премьер-министра (7), лидера оппозиции (6) и Совета Ротумы (1), сенаторы вели шестилетний с половиной срок деятельности на своем посту каждые три года. Первый срок полномочий половины кандидатов в Большой совет вождей и лидера оппозиции, 3 из 7 кандидатов в премьер-министры и одинокого сенатора-ротуманца, длился только трех лет и закончился в 1975 году. Сенат был постоянным органом; он никогда не прекращал свою деятельность.
Конституция была переписана после двух военных переворотов в 1987 году. Сенат был расширен до 34 членов, назначаемых президентом сроком на четыре года, причем половина покидала свою должность каждые два года. Президент назначил 24 сенаторов по предложению Большого совета вождей, 1 по назначению Совета Ротумы и еще 9 по своему усмотрению из индо-фиджийских общин и общин меньшинств. Эта договоренность действовала с 1992 по 1999 год. Первый срок полномочий 12 из 24 сенаторов, назначенных Большим советом вождей, и 4 из 9, назначенных представлять другие общины, длился только двух лет и завершился в 1994 году. Как и ранее, Сенат не был распущен.
Конституционные поправки вступили в силу в 1997—1998 годах, и первый Сенат, назначенный таким образом, приступил к работе в 1999 году. Впервые все сенаторы отработали пятилетний срок, совпадающий со сроком полномочий Палаты представителей.

## Члены Сената
По состоянию на 28 сентября 2006 года в состав Сената Фиджи входили следующие лица:

### Назначены Бозе Леву Вакатурага
| Сенатор                          | Провинция        |
| -------------------------------- | ---------------- |
| Рату Соломоне Буасерау           | Наитасири        |
| Исайя Гоневай                    | Нандронга-Навоса |
| Атунаиса Калумайрай              | Ломаивичи        |
| Рату Айсея Кавунайлоа Катонивере | Матуата          |
| Атонио Леавере                   | Серуа            |
| Рату Киниджоджи Р. Майвалили     | Такаундрове      |
| Ади Лауфиту Малани               | Ра               |
| Ади Коила Мара Наилатикау        | Лау              |
| Эминони Ранаку                   | Таилеву          |
| Маноа Расигатале                 | Рева             |
| Асесела Садоле                   | Мба              |
| Матарети Сарасау                 | Кандаву          |
| Рату Кинивилиаме Таукайеикоро    | Намоси           |
| Рату Киниджиоджи Вакавалетабуа   | Мбуа             |

### Назначены премьер-министром
- Тупени Лебаивалу Баба
- Кориниаси Бабиту Бэйл
- Рату Джоне Бувалу
- Ади Лития Самануну Какобау-Талакулы
- Хафизуд Дин Хан
- Диксон Сито
- Калиопате Тавола
- Рату Джекесони Левенилово Яваланавануа
- Ади Лагаму Леватурага Вуйясава

### Назначены лидером оппозиции
- Гаффар Ахмед
- Джокапеки Талай Корои
- Виджей Наир
- Лавения Падарат
- Биджай Прасад
- Том Рикеттс
- Сачида Нанд Шарма
- Чандра Сингх

### Назначен Советом Ротумы
- Джон Чарльз Фатиаки